# Diastatomma tricolor
Diastatomma tricolor là loài chuồn chuồn trong họ Gomphidae. Loài này được Palisot de Beauvois mô tả khoa học đầu tiên năm 1805.